# Brown & Williamson kongresszusi vizsgálata
A dohányipar és a dohányosok közötti háború döntő fontosságú és történelmi csatája Jeffrey Wiganddal kezdődött, aki a biokémia doktora, és aki az egészséggel foglalkozott, amikor 1989-ben a Brown & Williamson kutatási és fejlesztési alelnöke lett.
A nikotin bejuttatásának biztonságosabb módjainak kutatása az egyéb dohányvegyületek ártalmának csökkentésével volt Wigand feladatköre. Abban az időben a nikotinfüggőséget és a cigaretták egészségre gyakorolt veszélyeit egyaránt jól ismerte a cég és az ipar, de szigorúan őrzött titokban tartották.
Wigand-et hamarosan elbátortalanította, figyelmen kívül hagyva és cenzúrázva találta kutatásait és ajánlásait, ami konfrontációhoz vezetett Thomas Sandefur vezérigazgatóval. Wigand figyelmét a dohányadalékok javítására fordította, amelyek közül néhányat „hatásfokozásra” terveztek, és olyan vegyi anyag, mint az ammónia, javítja a nikotin felszívódását a tüdőben, és gyorsabban hat az agyra és a központi idegrendszerre. Wigand úgy vélte, hogy ez a folyamat szándékos kísérlet volt a cigarettafüggőség növelésére.
Wigand és Sandefur nézeteltérései töréspontot értek el a kumarin nevű ízfokozóval kapcsolatban, amelyről azt hitte, hogy tüdőspecifikus rákkeltő, és amelyet a cég továbbra is használt a pipadohányban. Wigand követelte az eltávolítását, de nem találtak sikeres helyettesítőt, és a Sandefur elutasította az eladások visszaesésére hivatkozva. Ez a vita arra késztette Sandefurt, hogy 1993-ban elbocsátotta Wigandot, és arra kényszerítette, hogy írjon alá egy kiterjesztett titoktartási megállapodást, amely megtiltotta neki, hogy bármiről beszéljen, ami a munkájával vagy a cégével kapcsolatos.
A titoktartás megsértéséért kiszabott büntetés a végkielégítés, az esetleges per és az orvosi fedezet elvesztése volt. Lánya akkoriban krónikus betegségben szenvedett, ami folyamatos orvosi ellátást igényelt.
Annak ellenére, hogy Jeffrey Wigand elkötelezte magát a titoktartási megállapodás tiszteletben tartása mellett, és kezdetben nem volt hajlandó beszélni Lowell Bergmannel, a 60 Minutes akkori producerével. Wigand azt állította, hogy őt és családját névtelenül üldözik, megfélemlítik és halállal fenyegették, ha beszél.
Akkoriban azt hitték, hogy Brown & Williamson áll e megfélemlítési kísérletek hátterében, de közvetlenül a The Insider című film bemutatása előtt a Brown & Williamson megújította erőfeszítéseit Wigand hitelességének csökkentésére, és az FBI házkutatási parancsot adott ki, Wigand otthonára, hogy ő maga koholta ki a fenyegetést. Ezt az állítást cáfolja Wigand egy felvételi interjúja, amelyben rámutat, hogy Brown & Williamson egy volt FBI-ügynökön keresztül használta a helyi FBI Field Office-t, hogy piszkos munkát végezzen a cégnél.
Bergman fegyveres testőrökkel látta el Wigand-et, és jogi konzultációt követően sürgette, hogy tanúskodjon Mississippi államban a Big Tobacco elleni perben, amelyet Mike Moore Mississippi államügyész indított. Ez a taktika a titoktartási megállapodás érvénytelenítésére irányult, mielőtt egy interjúban felfedné az igazságot. Mike Wallace-szel a 60 Minutes-ben.
A dohányipari érdekeltségek válaszul megkértek egy kentucky-i bírót, hogy adjon ki zsákmányolási végzést, amely Wigandot letartóztatja, miután visszatér a Nemzetközösségbe.
Wigand legjobb reménye abban maradt, hogy Bergman ígéretet tett arra, hogy történetét a 60 Minutes-ben sugározza. Ugyanakkor a Brown & Williamson perrel fenyegette meg a CBS-t jogellenes beavatkozás miatt, ami elronthatja a Westinghouse-szal való küszöbön álló egyesülési tervet. Az eredeti interjú helyett a CBS egy szerkesztett változatot sugárzott, amely nem fedte fel a döntő részleteket. Bergman keserűen ellenezte Wigandnak tett szavának megszegését, ami végül a 60 Minutes-től való 1998-as lemondásához vezetett.
Brown & Williamson a fertőtlenített interjú adása után is megpróbálta beperelni Wigandot lopás, csalás és szerződésszegés miatt, és 500 oldalas rágalomkampányt indított ellene. A Mississippi és a Kentucky állam bíróságán tett feljelentéseit azonban kiszivárogtatták, és a The Wall Street Journal publikálta a támadások nyomozati cáfolata részeként. A CBS News zavarba ejtően végül lesugározta a teljes, eredeti Wigand-interjút a 60 Minutes-on, amivel a nemzet nagy része sokkot kapott.